# Leonardo Nardini
Leonardo Javier Nardini (San Martín, 6 de abril de 1980), es un dirigente político argentino y militante peronista. Actual intendente del partido de Malvinas Argentinas reelecto en dos oportunidades.

## Biografía
De padres comerciantes, Leo (como lo llaman los vecinos y allegados), se crio en la ciudad de Grand Bourg y realizó sus estudios primarios en el Instituto Evangélico Argentino y estudios secundarios en el Instituto Gral. José de San Martín, en José C. Paz.

## Orientación Política
Desde sus inicios en 1999 representa al Partido Justicialista. Su trabajo como político se orienta a la problemática social, prioriza el diálogo y el trabajo en conjunto. Sus principales referentes son Néstor y Cristina Kirchner, Juan Domingo Perón y Evita.

## Carrera política
Militante peronista desde sus inicios, Nardini dio sus primeros pasos en la actividad política a los 19 años de edad como asesor en el Honorable Concejo Deliberante de Malvinas Argentinas.
Más tarde, en el año 2005 asumió como secretario del presidente del bloque de concejales del Frente para la Victoria de Malvinas Argentinas, cargo que ocupó hasta el año 2007. Al año siguiente, se desempeñó como asesor de la Subsecretaría de Abordaje Territorial en el Ministerio de Desarrollo Social de la Nación, conducida por Alicia Kirchner. 

En 2009 fue nombrado asesor del Claudio Morresi, Director de la Secretaría de Deportes de la Nación y, luego en 2011, designado como Coordinador de Iniciativas Deportivas y Recreativas de la Subsecretaría de Planeamiento y Gestión Deportiva.

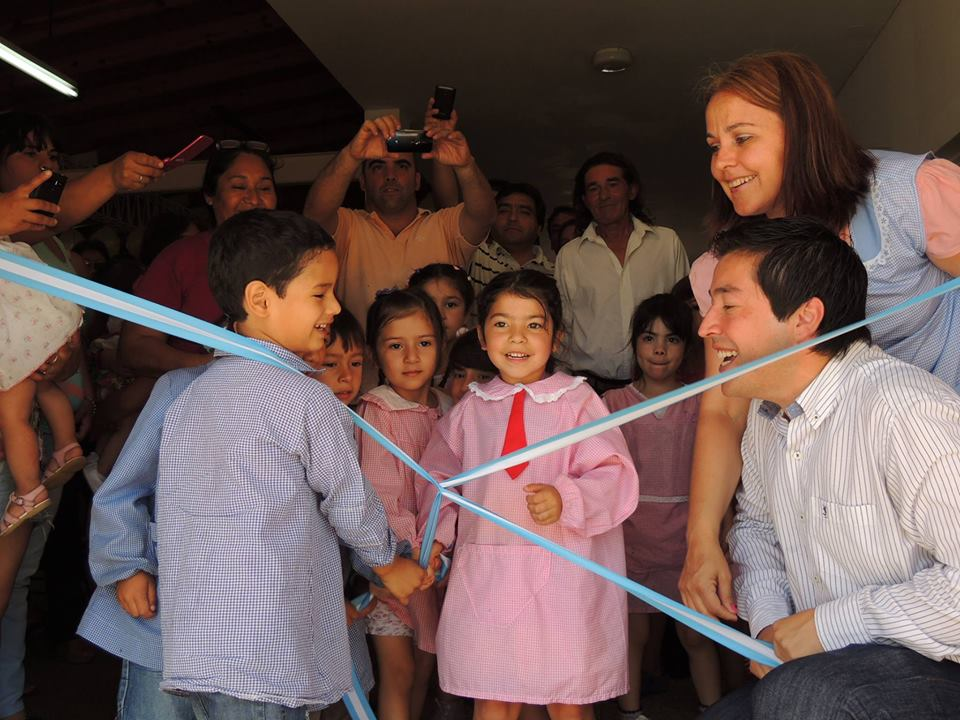
Inauguración de obras en el Jardín de Infantes N.º. 919.

Desde 2013 y por 3 años ocupó el rol de Director de la Administración Nacional de la Seguridad Social (UDAI/ANSES) en el partido de Malvinas Argentinas. Dedicó su gestión a la optimización de la atención al público y a lograr establecer mayor contacto con los habitantes del municipio acercando la oficina a las plazas y espacios públicos, realizando actividades informativas y de concientización. Gestión que, como expresó en uno de ellos, respondía al “pedido de la Presidenta Cristina Fernández de Kirchner, para que el vecino pueda estar más cerca de cada una de las iniciativas del gobierno nacional”
En octubre de 2015 es electo como Intendente de Malvinas Argentinas destronando por menos de dos puntos porcentuales de diferencias frente a uno de los barones del conurbano, Jesus Cariglino, luego de 20 años de gobierno. En mayo de 2016, a tan solo cuatro meses de gestión, Nardini es electo como vicepresidente cuarto del Partido Justicialista a nivel nacional y nombrado como Secretario de Juventud del partido en una lista de unidad encabezada por el entonces diputado y exgobernador de la provincia de San Juan José Luis Gioja y acompañado por Daniel Scioli, Antonio Caló (titular de la Confederación General del Trabajo -CGT-) y Lucía Corpacci (exgobernadora de la provincia de Catamarca).
En la asunción de sus cargos Nardini, quien se consagró como el intendente más joven del Gran Buenos Aires, sostuvo “Los más jóvenes tenemos que buscar que el PJ no sea una cáscara vacía, tenemos que lograr ser una estructura sólida y competitiva para las elecciones del año que viene y que un o una peronista vuelva a ser presidente de la Nación”,  y aseguró además que “Es un honor y un compromiso para que el peronismo vuelva a ser una opción de gobierno”, pensando en clave a las elecciones legislativas de 2017.
Durante el comienzo de su segundo mandato, fue asignado como director ad-honorem de AySA (Agua y Saneamientos Argentinos), secundando a Malena Galmarini en el cargo de directora. Desempeñó el cargo sin abandonar el ejecutivo de su partido, ya que las tareas eran compatibles, según indicaron voceros del jefe comunal:  “En este caso puede desarrollar los dos cargos, porque AySA es una empresa, no tiene rango ministerial. Lo que sí está prohibido es que perciba salario por las dos tareas, por lo cual una de las dos la va a realizar ad honorem”.

### Intendente de Malvinas Argentinas
El candidato del Frente para la Victoria fue electo por primera vez el 25 de octubre de 2015 cuando se impuso con el 44,31% de los votos sobre Jesús Cariglino con 42,23% (Unidos por una Nueva Alternativa -UNA-), quien gobernó el partido durante dos décadas, En ese momento, Nardini se consagró como el segundo intendente desde la creación del partido y como el intendente más joven del Gran Buenos Aires, y el segundo más votado en la provincia en las elecciones a intendente  a sus 35 años. 
Recibió un municipio con notables carencias en las necesidades básicas por la falta de gestión y articulación con la Provincia y Nación del gobierno municipal previo: “el 95% de la población carece de cloacas, el 88% no tiene acceso al agua corriente y el 60% no tiene acceso a la red de gas natural. Hay que trabajar sobre el servicio básico que viene reclamando el vecino. Pero también trabajar sobre la recuperación del espacio público, para completar con programas deportivos y culturales”.
Los pilares fundamentales de la política de Nardini son el compromiso social, la solidaridad con el vecino  y la voluntad por el servicio. Orienta su mandato a los cambios estructurales, políticos y sociales desde el comienzo de su gestión. Pero lo demostró tiempo antes en tiempos de campaña, recorriendo los barrios, generando espacios de encuentro, escuchando a los vecinos y sus necesidades, un cambio radical de la forma de hacer política a la acostumbraban en ese entonces los vecinos de Malvinas Argentinas.
En las elecciones generales de 2019 obtuvo su primera reelección acompañado por Noelia Correa, Noe como la conocen los vecinos, como parte de las listas que encabezaron Alberto Fernández y Cristina Fernández y Axel Kicillof para la provincia de Buenos Aires. Enfrentando nuevamente a Jesús Cariglino (Cambiemos), Nardini apostó una vez más a la gestión basada en múltiples obras que lo diferenciaran claramente de su opositor y remarcó: “Yo quiero un futuro mejor. No quiero violencia, persecución, ni más prostíbulos, ni Veraz. Quiero las cosas que realmente hagan feliz a mi pueblo”. El intendente reelecto con el 68,23% superó por 44 puntos al candidato de Cambiemos (24,33%) y fue el más votado de todo el conurbano, tercero en la Provincia de Buenos Aires y 14 de 1298 municipios en todo el país, posicionándose así como gran figura del peronismo bonaerense. 
Sobre la lista de unidad del Frente de Todos Leonardo sostuvo firme su posición de la búsqueda de unidad: “Siempre fui un puente en favor de la unidad entre aquellos compañeros que por enojos se diferenciaron. Hoy consolidamos una fuerza que tiene el objetivo de llevar adelante un modelo diferente de país diferente”.
En septiembre de 2021 fue convocado por el Gobernador de la Provincia de Buenos Aires, Axel Kicillof para formar parte del gabinete provincial, otorgándole el cargo de Ministro de Infraestructura y Servicios Públicos. La intendencia de Malvinas Argentinas quedó en manos de Noelia Correa quien en ese momento se desempeñaba como Secretaria de Servicios del Municipio. Al igual que Nardini, Correa surge como dirigente política en la agrupación política Kolina y forma parte del peronismo provincial que lidera el senador provincial Luis Vivona, mentor de ambos.
En octubre de 2023, Nardini (Unión por la Patria) fue reelecto intendente por tercera vez en Malvinas Argentinas con el 59,98% de los votos, casi 40% por encima del candidato de La Libertad Avanza (21,44%), consolidándose otra vez como el intendente más votado del conurbano bonaerense. Emocionado por los resultados el ministro agregó: “Fuimos la fuerza local que sacó más del 60% de los votos en su tercer mandato consecutivo. Agradecido con todos aquellos que nos dieron la oportunidad nuevamente de seguir soñando y proyectando el futuro de Malvinas”.
Asumió su tercer mandato el 10 de diciembre culminando su rol de ministro del Gabinete provincial agradeciendo a Kicillof: "Me queda la tranquilidad absoluta de haber acompañado, desde el Gabinete provincial, para empujar el proyecto político colectivo de las y los bonaerenses, y de que lo hayamos logrado”.

### La gestión
Desde el inicio en 2015, Nardini basó su gestión en la descentralización de las obras y servicios. Al contrario que su predecesor, la planificación se realizó y realiza desde la periferia al centro urbano. Acerca de los dos o tres puntos clave de su gestión, el jefe comunal deja claro que se trata de: “La obra pública descentralizada. Empezamos desde la periferia hacia el centro. Sin olvidarnos de ningún lado. Antes se concentraba todo en Los Polvorines por ser cabecera y porque Cariglino era de ahí. Los demás vecinos se sentían discriminados. Otro punto a favor fue la recuperación del espacio público para que la familia pueda disfrutar. Justo sucedió con una crisis económica que impedía que la gente pueda ir al cine o a un shopping. Ahora tiene la plaza de su barrio tan linda como las que antes elogiaban de otros municipios. Y eso aliviana el bolsillo y oxigena la cabeza. Y tercero que no desfinanciamos el municipio. No lo sobre poblamos de empleados públicos y cuidamos hasta el último centavo”.
Este tercer mandato tiene algunos ejes de gestión bien definidos. Haciendo un raconto y planificando el período Nardini dijo: “De todo lo que prometí en 2015 hemos cumplido con la gran mayoría. Nos quedan dos deudas pendientes: el tema de las viviendas, que hoy estamos ejecutando junto a Nación y Provincia más de dos mil con Procrear y Casa Propia; y de los servicios básicos, las cloacas y el agua, que logramos multiplicarlo por tres pero Malvinas es uno de los distritos que más atraso tenía. La planta de Campo de Mayo, de la cual el primer beneficiado sería Malvinas Argentinas, está proyectada y avanzando. Eso sí: siempre se necesita la articulación nacional y provincial".
Se pueden diferenciar dos etapas bien marcadas en los años que lleva al frente del gobierno de Malvinas Argentinas. La primera basada en la obra pública, en la inversión en recuperación y puesta en valor de los espacios públicos para el uso familiar. Al comienzo de la gestión, de las 10.000 cuadras del distrito, 5.400 no contaban con asfalto. La pavimentación y las obras hidráulicas son centrales en las políticas de Nardini, de manera que, aún sin financiación provincial o nacional, han podido seguir adelante. Además el municipio construyó su propia planta hormigonera lo que abarata los costos y genera trabajo. En la misma línea, son más de 70 los espacios públicos reacondicionados para uso familiar y para estimular el deporte y la vida sana.
Además, propuso una fuerte política de deportes que sigue hasta la actualidad con la construcción de tres polideportivos en las ciudades del distrito,  “Braian Toledo” en Los Polvorines,  “Diego Armando Maradona” en Ing. Pablo Nogués y en Tierras Altas-Tortuguitas en la ciudad del mismo nombre. Todos cuentan con piletas semi olímpicas, canchas de básquet, vóley, fútbol, entre otras actividades.
En materia de seguridad, junto a Sergio Massa avanzaron en la refuncionalización del COM (Centro de Operaciones Municipales) lo que significó una gran inversión en nuevas tecnologías y herramientas para hacer más eficiente el servicio. En 2025 el municipio cuenta con 1400 cámaras de seguridad de última generación.
Apenas comenzado su primer mandato, tomó medidas determinantes en cuestiones de género contra la explotación de la mujer. A través de la Subsecretaria de la Mujer, niñez y adolescencia investigó clausuró de 5 prostíbulos que existían en la zona, apostando a transformar el distrito y rescatar los valores y las buenas costumbres para las familias malvinenses.
En la segunda etapa, se centra en hitos que tienen que ver con la planificación a partir de las actualizaciones sociales, económicas y ambientales. En materia de género, se inauguró junto a la vicegobernadora Verónica Magario el Centro Integral para la Mujer, donde cientos de mujeres víctimas de violencia son asistidas y acompañadas. “Nos estaba faltando un lugar de contención más allá del acompañamiento jurídico, legal y psicológico. Nuestra idea es que todas las mujeres se sientan contenidas y cobijadas por un Estado municipal que está presente. Tenemos que continuar usando el poder que tenemos para hacer el bien por las mujeres y no usar el poder para denigrarlas y maltratarlas”.
La gestión de Nardini logró en un año el recambio de más de 33.000 luminarias led, el 100% del alumbrado público, lo cual le permite ahorrar energía, favorecen en la reducción del calentamiento global, permiten una mejor visión y brindan más seguridad en las distintas localidades y ciudades del distrito.
Por otro lado, se creó el Centro Municipal de Estudios a partir de una política pública que tiene como objetivo “que mucha gente tenga la oportunidad de tener una salida laboral, un oficio, entendiendo no solo la realidad, sino también el desarrollo personal de los vecinos. Esta obra la pensamos y la realizamos desde el Estado municipal para que los vecinos tengan una gran variedad de cursos pensando en su futuro” según comentó el jefe comunal y añadió: “En Malvinas Argentinas contamos con un Parque Industrial de más de 400 fábricas. Que podamos generar esa mano de obra necesaria para la economía, nos llena de esperanzas”. El Centro cuenta con docenas de cursos que se renuevan cada año. Las inscripciones suceden en marzo y julio.
En 2019 se crea la Casa de la Cultura y Arte, espacio recuperado del ex Batallón 601. En el CCA, como se lo conoce, se desarrollan múltiples actividades relacionadas con las artes: audiovisual, música, danzas, entre otras cosas para todo aquel que quiera aprender y experimentar. Cuenta con un estudio de radio y otro de grabación, un SUM, y dos anfiteatros. Se organizan eventos culturales para toda la familia y es fundamental para el desarrollo de artistas locales. “Es hermoso poder tener este lugar que fue recuperado y hoy pasa a ser el espacio de muchos artistas y vecinos, que van a tener la oportunidad de desarrollar lo que les gusta hacer. Tiene que ver con parte de los tres ejes que queremos fortalecer, que son la educación, el deporte social y la cultura” expresó Nardini.
Otro hito fundamental en esta segunda etapa de gestión es en la ampliación del Plan Integral de Seguridad, que además del cambio de luminarias y las 1400 cámaras de seguridad el COM, suma un total de 130 patrullas policiales.  Además funcionan de manera integrada Protección Ciudadana (local), las fuerzas de seguridad de la Provincia de Buenos Aires y Gendarmería Nacional para garantizar la seguridad de los vecinos y la prevención del delito. En la misma línea el municipio instaló 33 tótems de seguridad e implementó las “paradas seguras”, con botones que alertan directamente al COM. 
Lejos de abandonar las políticas de salud, Malvinas Argentinas cuenta con 10 hospitales municipales, muchos de los cuales funcionaron como epicentro de atención de la Zona Norte del conurbano bonaerense en el período de pandemia. Además siguiendo con la política de descentralización, cuenta con 32 centros de salud  distribuidos en todo el distrito que atienden a más de 150.000 personas por mes, entre locales y de partidos vecinos. Llevan adelante una política de inversión continua en infraestructura y recursos humanos.
También se creó el Hospital Veterinario en la ciudad de Pablo Nogués, donde se atienden 1300 consultas mensuales, se castran 350 mascotas por mes y se aplican más de 1.000 vacunas, entre otras prácticas. La Secretaria de Gobierno María Luján Salgado comentó que: "Este espacio fue una iniciativa que tuvo nuestro intendente Leo Nardini y es un lugar al que pueden concurrir vecinos de distintas partes de Malvinas. Es un hospital veterinario gratuito y esto no existe en otros lugares cercanos a nuestro municipio. El objetivo es que el vecino pueda tener atención de calidad y que sea realmente equitativa para todos".
Además la gestión se caracteriza por producir eventos masivos y gratuitos que hacen foco en políticas que integran la cultura, el deporte y la educación. Que acerquen a las y los vecinos a actividades que no podrían acceder de otro modo, ya sea por cuestiones económicas o por no tener las oportunidades. Algunos de los más significativos son El Día del Niñez, El gran Show de Navidad, vacaciones de invierno y actividades para las infancias y juventudes, como la pista de hielo.
También se generaron eventos deportivos que estimulan la vida saludable y con la impronta de sembrar valores de solidaridad, la participación, el esfuerzo y el espíritu deportivo. Circuito Malvinas, Milla Nocturna y el Bike Fest son las más características. Año a año miles de personas se inscriben y participan. También se celebran las Ligas Deportivas, evento que celebra y fomenta a los clubes de barrio. Además en 2024 se inauguraron las Olimpiadas Malvinenses, una integración de política deportiva y cultural y política educacional para todos los estudiantes secundarios de Malvinas Argentinas. En la primera edición participaron más de 10.000 jóvenes y 75 instituciones y fue declarada de interés legislativo por el Senado bonaerense.

### Ministro de Infraestructura y Servicios Públicos de la Provincia de Buenos Aires
En septiembre de 2021 Nardini es convocado por el Gobernador de la Provincia de Buenos Aires, Axel Kicillof, para integrar el Gabinete Provincial luego de que Juntos derrotara al Frente de Todos en las elecciones legislativas y que obligaron al Gobernador a realizar cambios. Nardini licenció su intendencia y asumió en el rol estratégico de Ministro de Infraestructura y Servicios Públicos.
Nardini se pone al mando del Ministerio en un contexto de inflación creciente, lo cual venía complejizando la ejecución de obras planificadas. Respecto de la situación comentó que “Estamos tratando de agilizar la gestión para que las obras que están licitadas se puedan ejecutar en tiempos coherentes para que les rinda a las empresas que ganan esas licitaciones. Venimos tratando, más allá de las dificultades, de generar instrumentos para poder seguir sosteniendo todo lo que respecta al esquema de obra pública que tenemos que llevar adelante de cara al año que viene”.
Dada su amplia trayectoria en la intendencia de Malvinas Argentinas, y a su forma de hacer política basada en el encuentro con los vecinos, en recorrer el territorio e identificar las necesidades de los vecinos y el espacio, Nardini no tardó en adaptar su trabajo en el Ministerio con base en los pedidos del Gobernador: “Es lo que nos pide Axel todos los días. Trabajar, trabajar, trabajar. Recorrer el territorio, militar la gestión. Empujar lo que es la gestión para que esas obras lleguen a cada uno de los lugares. Si hay algo que reconocen todos los intendentes de todos los espacios políticos, sean del Frente de Todos, de Juntos o los vecinalistas es que los 135 municipios de la Provincia de Buenos Aires tienen obra pública, tanto nacional como provincial”, y continuó “Los cambios que hubo permitieron amplificar y poder abarcar muchos más temas y nosotros desde la simpleza tal vez de hablar el mismo idioma, de entender las problemáticas que puede llegar a tener la administración municipal y tratar de ser sinceros en cuestiones para solucionar las problemáticas de la gente y no hacerle perder el tiempo al intendente o intendente de turno o a sus equipos técnicos”.
Entre los programas más significativos de la gestión (2019-2023) se pueden resaltar: la participación en el Plan 6x6 que tiene por objetivo la reconstrucción y transformación provincial orientada a generar mejoras en el desarrollo, la inclusión y la integración. Infraestructura planificó la mejora en la accesibilidad a través de la pavimentación de 100.000 cuadras, proyectadas durante los seis años de la duración del programa. Además tuvo en su cartera la reparación y acondicionamiento de edificios públicos esperando la mejora de la atención. Entre estos: escuelas, hospitales y CAPS y registros civiles. También se propuso la mejora significativa en la conectividad con el interior de la provincia a través de mejoras en los caminos rurales, la conexión a internet y la creación de espacios educativos para dar oportunidades a las localidades que no cuentan con ellos.
Otro de los proyectos impulsados por la gestión de Nardini es Municipios a la obra (ex FIM), plan que a través de convenios vuelca recursos provinciales a los distritos para que los intendentes ejecuten obra pública con base en las necesidades que las puedan identificar, que son múltiples y diversas, y decidir lo que más le conviene a cada distrito. "Con todo lo que se puso a disposición en materia de obra pública, a muchos les cuesta conseguir y les quedan las licitaciones vacantes, ya no es por un tema de fondos ni de giros o de burocracia, sino porque no consiguen empresas, porque están pasadas de trabajo, con empleo pleno y eligen qué obra les reditúa más", remarcó Nardini sobre el éxito obtenido. 
La gestión de Nardini al frente del Ministerio finalizó el 10 de diciembre de 2023 cuando retomó su tercer mandato como Intendente de Malvinas Argentinas. A esa fecha, el MIySP gestionó 4.395 obras entre las dependientes del Ministerio, de convenios y de empresas en todo el territorio de la provincia de las cuales el 46,5% fueron finalizadas, el resto en procesos de ejecución (35,5%) y licitación.  Se invirtieron un total de $1.335.929 millones que se reparten en las categorías de Planificación y Evaluación, Obras Públicas, Recursos Hídricos, Empresas, Energía y Fortalecimiento y Desarrollo del Espacio Público. Y a su vez en subcategorías como: vialidad, arquitectura, hidráulica, aguas y cloacas, energía, infraestructura social, mantenimiento y limpieza de arroyos entre otros.